# Schwarzbrennerei

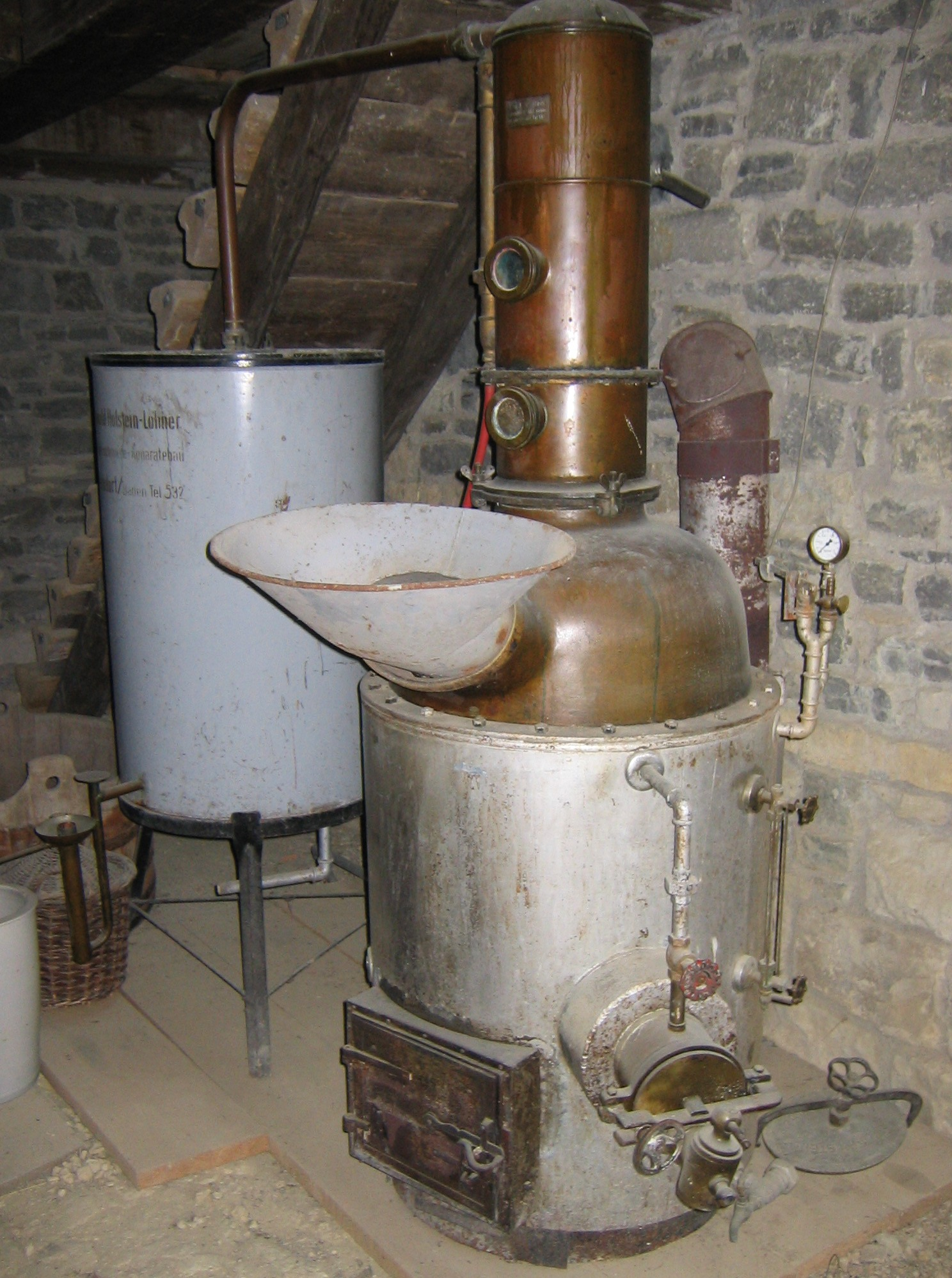
Schnapsbrennkessel einer schwäbischen Geheimbrennerei

Unter Schwarzbrennerei wird die illegale (oftmals häusliche) Herstellung von Spirituosen verstanden. Eine Anlage zum Schnaps-Brennen wird heimlich betrieben.

## Schwarzbrennerei in verschiedenen Staaten
In den USA werden schwarzgebrannte Spirituosen als Moonshine bezeichnet. Dieser Name stammt aus der Prohibitionszeit, während der die Schwarzbrenner in den ländlichen Gegenden nachts Alkohol brannten. Dadurch konnten sie die versteckten Destillen vor den Prohibitionsagenten verbergen.
In vielen Ländern ist die private Herstellung von Spirituosen ohne Erlaubnis verboten oder stellt unangemeldet einen Verstoß gegen Branntweinsteuergesetze dar. Schwarzbrennerei ist gerade in landwirtschaftlich geprägten Regionen traditionell vorhanden. In der Steiermark beispielsweise stellte die Zollverwaltung im Jahr 2012 fest, dass 15 bis 20 Prozent der Brennereien ohne Genehmigung betrieben wurden. Einen Anreiz für Schwarzbrennerei können hohe Steuern und hohe Preise wie in den skandinavischen Ländern oder Alkoholverbote darstellen.
In Kenia stammten im Jahr 2018 mehr als 60 % des konsumierten Alkohols aus Schwarzbrennereien, den größten Anteil machte Changaa aus.

## Rechtliche Regelungen in Deutschland

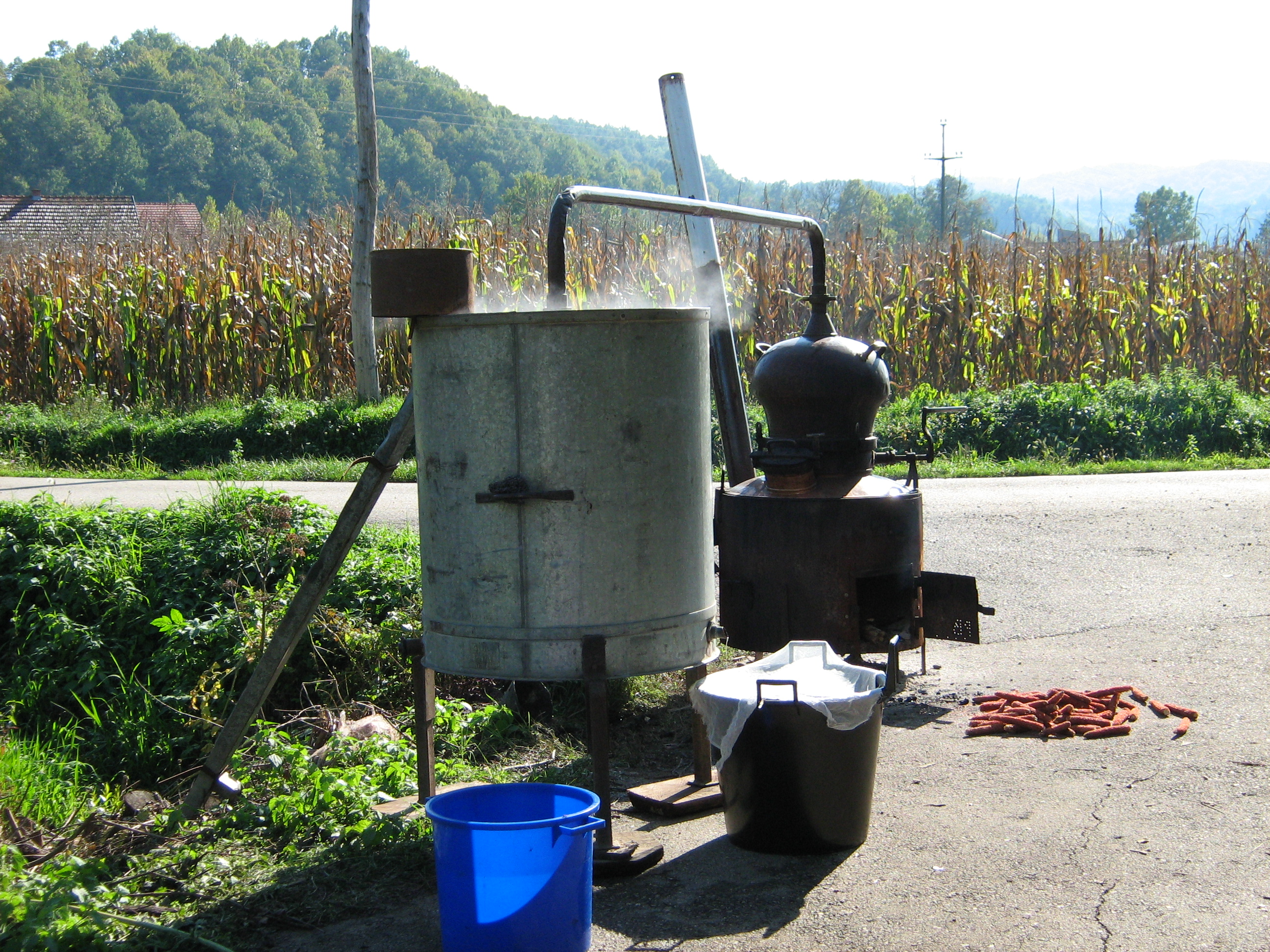
Schwarzbrennen von serbischem Obstbrand unter freiem Himmel

In Deutschland galt bis 31. Dezember 2017 das Branntweinmonopolgesetz. Seitdem regelt das Alkoholsteuergesetz die Besteuerung von Alkohol und alkoholhaltigen Waren. Die Herstellung von Branntwein (Brennen) und der Gewahrsam von Brenngeräten sind anmelde- und überwachungspflichtig. Sie ist nur in mit Brennrechten ausgestatteten Verschlussbrennereien oder nach dem Verfahren der Abfindungsbrennerei erlaubt. Die bisherige Ausnahme zur Nutzung von Kleindestilliergeräten mit einem Fassungsvermögen von bis zu 0,5 Litern zur privaten Alkoholgewinnung besteht nicht mehr.
Von Seiten der deutschen Bundeszollverwaltung wird zwischen Schwarzbrennerei und Geheimbrennerei unterschieden:
Schwarzbrennenist die Herstellung von Branntwein durch Manipulation ordnungsgemäß angemeldeter Anlagen und Geräte ohne steuerliche Erfassung.
Geheimbrennenist die Herstellung von Branntwein mit Geräten und Anlagen, die bei der Monopolverwaltung nicht angemeldet sind.

## Geschichte
Als sich die Einkommenslage nach dem Zweiten Weltkrieg zusehends verschlechterte, blühte der Schwarzhandel und somit auch die Schwarzbrennerei.